# Вулиця Франка (Луцьк)
Вулиця Івана Франка — вулиця Луцька, що починається на вулиці Винниченка та закінчується на вулиці Шевченка. Поряд неї знаходяться інші вулиці: Затишна, Кондратюка, Яровиця та Сільська.

## Історія
Колись там, де зараз пролягають вулиці Івана Франка, Набережна та Яровиця, було село. Воно так і називалося — Яровиця. У 1830-х роках з Парадного майдану (нині Театральний майдан) місце польових тренувань військ Луцького гарнізону перенесли на поля поблизу цього села. 1916 року її перейменували на честь генерала Каледіна. Імовірно, у 1918 році, за української влади, вона знову стала Яровицькою. Згодом, з 1920 року вулиця стала Краківською. Замість Краківської з'явилася вулиця Перацького. А з приходом радянської влади стала вулиця Івана Франка.

## Архітектура
Вулиця має приблизно одного кілометра протяжності, містить у собі безліч публічних просторів, починаючи від продуктових магазинів, закінчуючи житловими комплексами. Одним з таких може слугувати ЖК «Яровиця», що знаходиться саме на цій вулиці.